# Beltrán III de la Cueva y Castilla
Beltrán III de la Cueva y Castilla (Cuéllar, 1551-Madrid, 13 de marzo de 1612) fue un noble, político y militar español, titulado VI duque de Alburquerque, que ocupó el Virreinato de Aragón entre 1599 y 1602.

## Biografía
Nació en 1551 en el castillo de Cuéllar, propiedad de su familia, siendo hijo de Diego de la Cueva y Toledo, mayordomo de Carlos I de España e hijo de Francisco Fernández de la Cueva y Mendoza, II duque de Alburquerque, y de su mujer María de Castilla, hija del señor de Gor y descendiente del rey Pedro I de Castilla. Fue criado en Madrid con su tía Ana de Castilla.
Fue caballero y Trece de la Orden de Santiago, y ocupando la encomienda de la Puebla de Sancho Pérez en la misma orden. Fallecido en Milán y sin sucesión su primo Gabriel III de la Cueva y Girón, V duque (hijo del Beltrán II de la Cueva y Toledo), puso una demanda a la hija de este, Ana de la Cueva por la tenuta y posesión del Ducado de Alburquerque, obteniendo sentencia a su favor el 17 de diciembre de 1573, siendo por ello también el III marqués de Cuéllar, y VI conde de Huelma y de Ledesma, señor de Mombeltrán, Pedro Bernardo, La Codosera y otros estados. Finalmente, fue nombrado virrey y capitán general de Aragón, cargo que desempeñó desde 1599 hasta 1602, pasando a ser consejero de Estado de Felipe III de España.
Falleció en su palacio de Madrid el 13 de marzo de 1612.

## Matrimonios y descendencia
Contrajo primer matrimonio el 1 de marzo de 1573 con su sobrina Isabel de la Cueva (m. 1600), única hija de los IV duques de Alburquerque, Francisco Fernández de la Cueva y Girón y su segunda esposa María Fernández de Córdoba y Zúñiga, de quien tuvo a: 
- Francisco Fernández de la Cueva, VII duque de Alburquerque.[1]
- Diego de la Cueva, caballero de la Orden de Santiago y comendador de Monasterio, que falleció soltero y sin sucesión.
- Mauricio de la Cueva y Córdoba, presbítero y canónigo de la Santa Iglesia de Toledo.
- Antonio de la Cueva y Córdoba, gobernador y capitán general de Orán, de Tánger, de Mazarquivir, del condado de Rosellón y de Cerdaña, casado con Mayor Ramírez de Zúñiga, III marquesa de Flores Dávila.
- María de la Cueva, casada con Francisco Pérez de Cabrera y Bobadilla, VI marqués de Moya.
- Francisca de la Cueva, casada con Rodrigo Pacheco y Osorio, III marqués de Cerralbo, XV Virrey de Nueva España.
- Gregoria de la Cueva, monja en el convento de la Concepción de Cuéllar.

Casó por segunda vez con Ana Fernández de Córdoba, hija de Diego Fernández de Córdoba el Africano, III marqués de Comares, naciendo de este enlace: 
- José de la Cueva y Córdoba, que falleció siendo niño.
- Isabel de la Cueva y Córdoba, que falleció siendo niña.
- María de la Cueva y Córdoba, que falleció siendo niña.
- Juana de la Cueva y Córdoba, que falleció siendo niña.

Además, tuvo como hijo natural a: 
- Francisco de la Cueva, que fue obispo de Oviedo (1612-1615).